# ディミトリオス・ドリヴァス
ディミトリオス・ドリヴァス（ギリシア語: Δημήτριος Δρίβας、英: Dimitrios Drivas）は、ギリシャの競泳選手。
1896年アテネオリンピック100m自由形水兵の部に出場したことで知られる。記録は最下位だったが、3人しか出場しなかったため銅メダルを獲得した。